# Městská památková zóna Frýdlant v Čechách

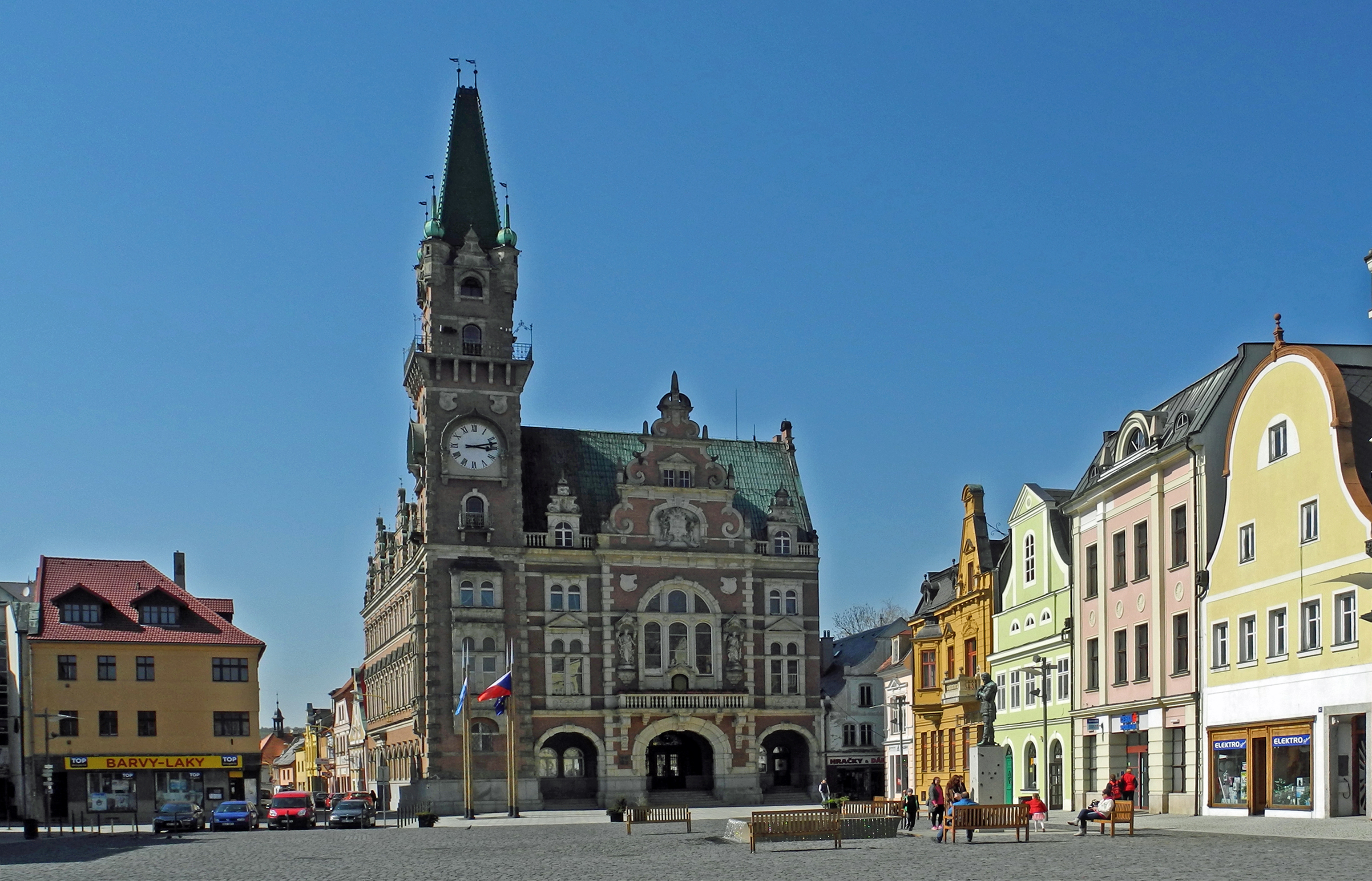
Frýdlantské náměstí s radnicí, centrum městské památkové zóny

Městská památková zóna Frýdlant v Čechách v centru města Frýdlantu v Libereckém kraji na severu České republiky byla ustanovena vyhláškou Ministerstva kultury České republiky číslo 476/1992 Sb. ze dne 10. září 1992, podepsanou ministrem Jindřichem Kabátem. Toutéž vyhláškou byly zároveň vyhlášeny památkové zóny ještě v dalších 92 sídlech.
Na území zóny se nachází mnoho objektů, které jsou navíc jednotlivě chráněny jako kulturní památky, viz Seznam kulturních památek ve Frýdlantu.